# Пакуреци (Прахова)
Пакуреци (рум. Păcureţi) насеље је у Румунији у округу Прахова у општини Пакуреци. Oпштина се налази на надморској висини од 291 m.

## Становништво
Према подацима из 2002. године у насељу је живело 2289 становника, од којих су сви румунске националности.

### Хронологија
| Година       | 1992 | 1993 | 1994 | 1995 | 1996 | 1997 | 1998 | 1999 | 2000 | 2001 | 2002 | 2003 | 2004 | 2005 | 2006 | 2007 | 2008 | 2009 | 2010 | 2011 | 2012 | 2013 | 2014 | 2015 | 2016 | 2017 |
| ------------ | ---- | ---- | ---- | ---- | ---- | ---- | ---- | ---- | ---- | ---- | ---- | ---- | ---- | ---- | ---- | ---- | ---- | ---- | ---- | ---- | ---- | ---- | ---- | ---- | ---- | ---- |
| Становништво | 2394 | 2362 | 2333 | 2307 | 2323 | 2284 | 2300 | 2318 | 2297 | 2284 | 2297 | 2296 | 2309 | 2317 | 2289 | 2279 | 2275 | 2246 | 2244 | 2198 | 2179 | 2146 | 2125 | 2110 | 2097 | 2062 |